# رشته‌کوه ایچیگم
رشته‌کوه ایچیگم (روسی: Ичигемский Хребет) یک رشته‌کوه در سرزمین کامچاتکای کشور روسیه است.